# Rhynchogyna saccata
Rhynchogyna saccata là một loài thực vật có hoa trong họ Lan. Loài này được Seidenf. & Garay miêu tả khoa học đầu tiên năm 1973.